# Maron (Meurthe-et-Moselle)
Maron település Franciaországban, Meurthe-et-Moselle megyében. Lakosainak száma 837 fő (2022. január 1.). Maron Chaligny, Gondreville, Laxou, Sexey-aux-Forges és Bois-de-Haye községekkel határos.

## Népesség
A település népességének változása:
| Lakosok száma | 707  | 717  | 804  | 830  | 851  | 847  | 831  | 829  | 824  | 837  |
|               | 1968 | 1982 | 1990 | 2006 | 2013 | 2015 | 2017 | 2019 | 2020 | 2022 |